# تاترا تی۸۱۳

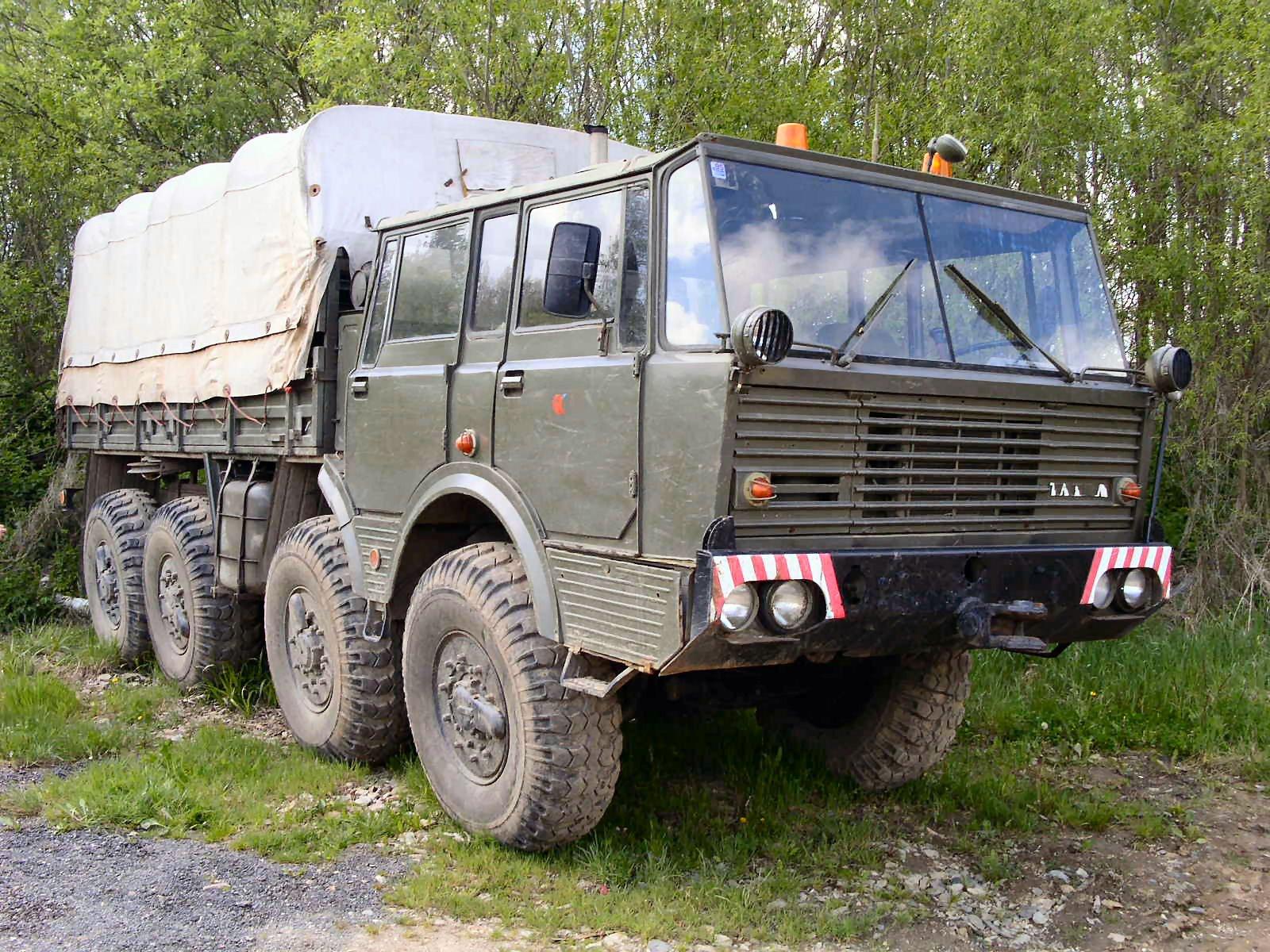

تاترا تی۸۱۳ (Tatra T۸۱۳) خودرویی است.طول آن در حالت طبیعی ۸٬۸۰۰ میلیمتر (۳۴۶٫۵ اینچ)، عرض آن در حالت طبیعی ۲٬۵۰۰ میلیمتر (۹۸٫۴ اینچ)، ارتفاع آن در حالت طبیعی ۲٬۷۸۰ میلیمتر (۱۰۹٫۴ اینچ) و وزن آن در حالت طبیعی ۱۴٬۰۰۰ کیلوگرم (۳۰٬۸۶۵ پوند) است.

## نگارخانه

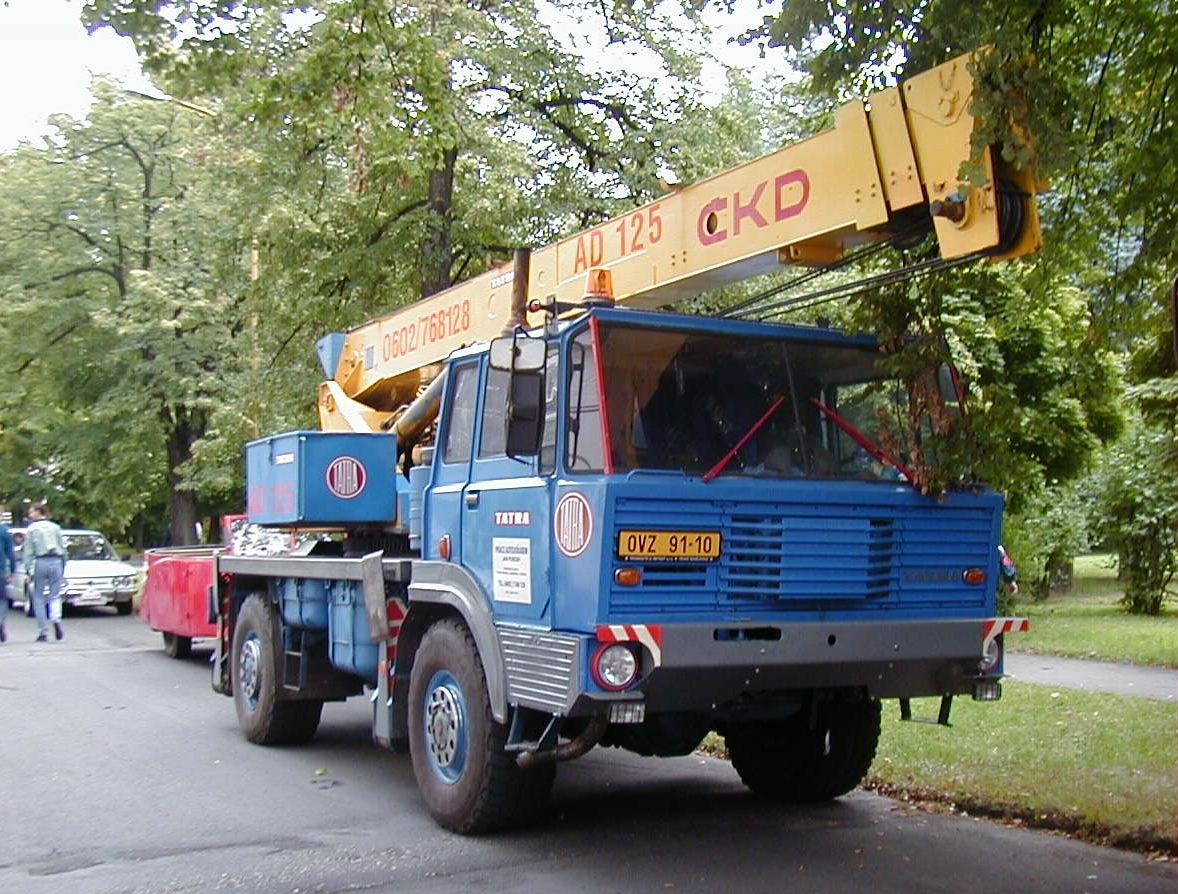
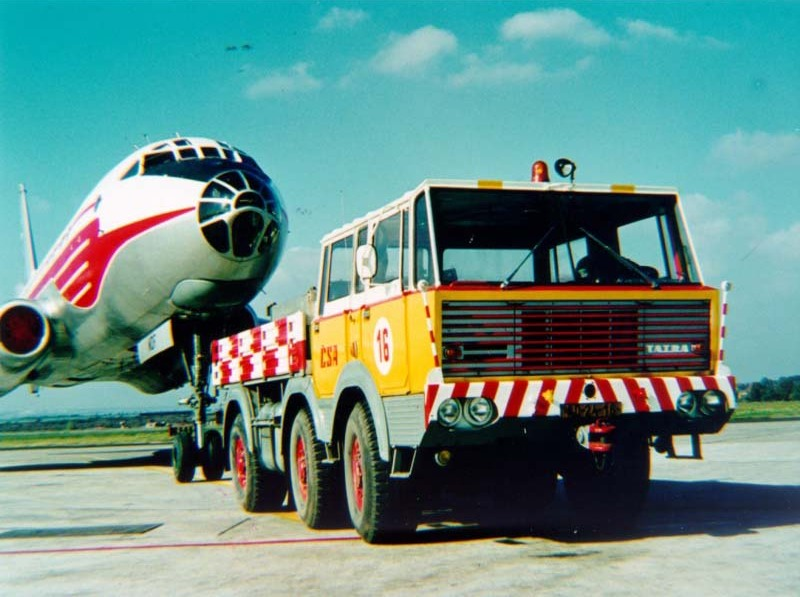
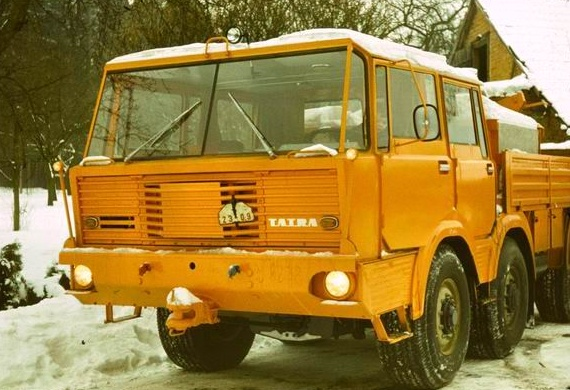
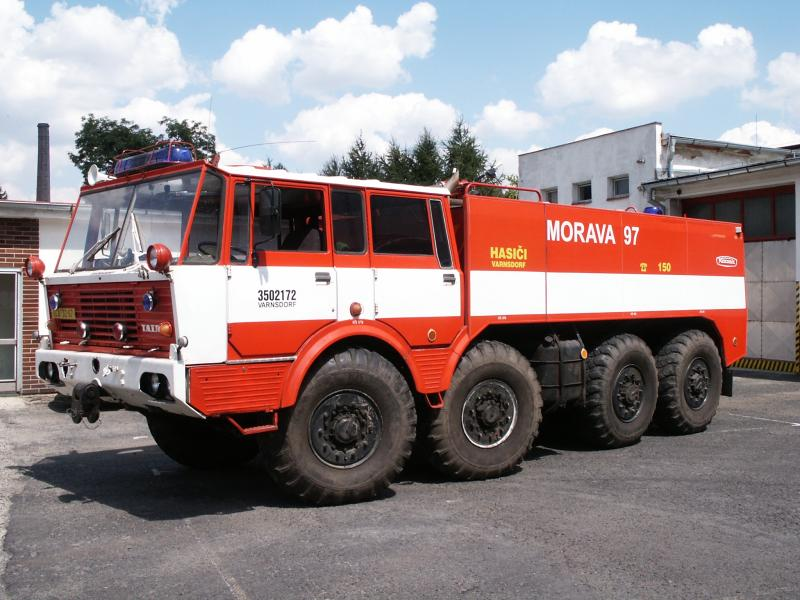
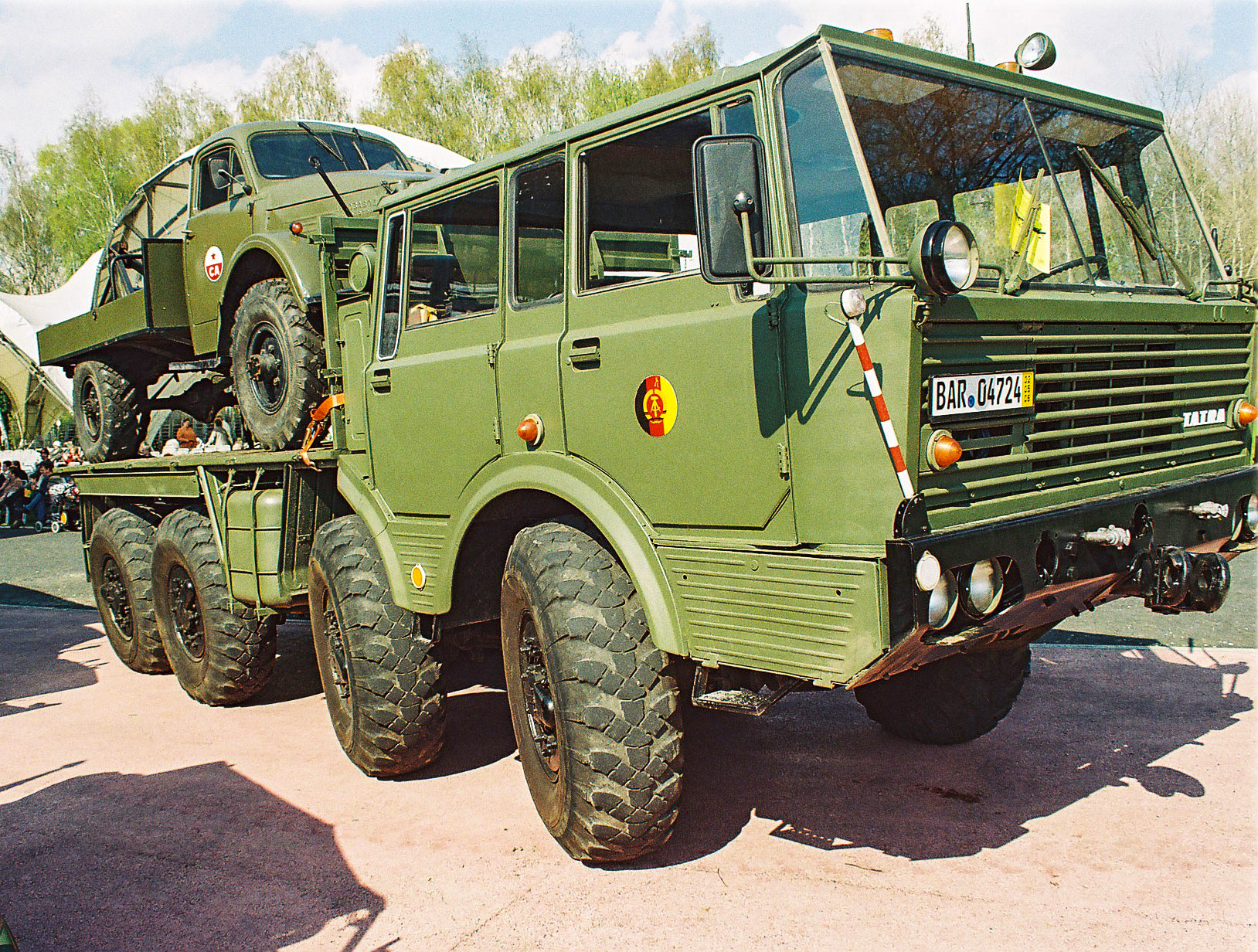
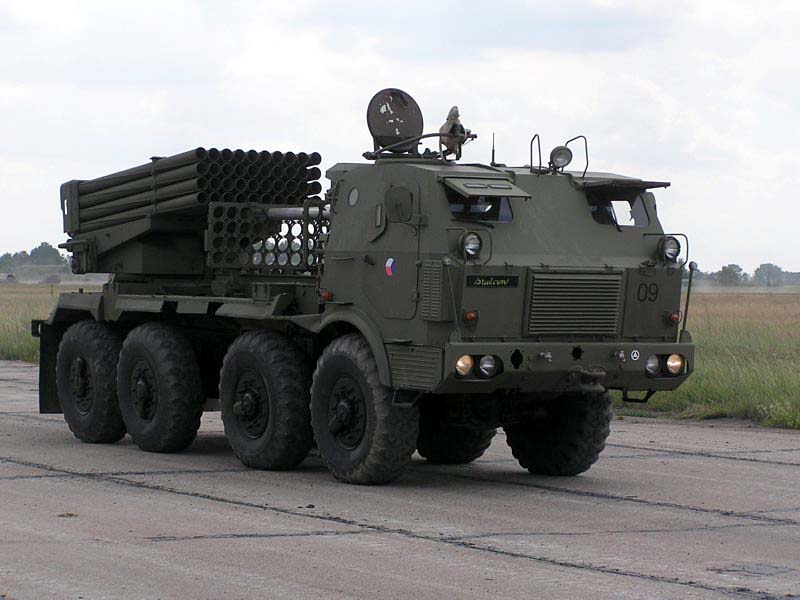
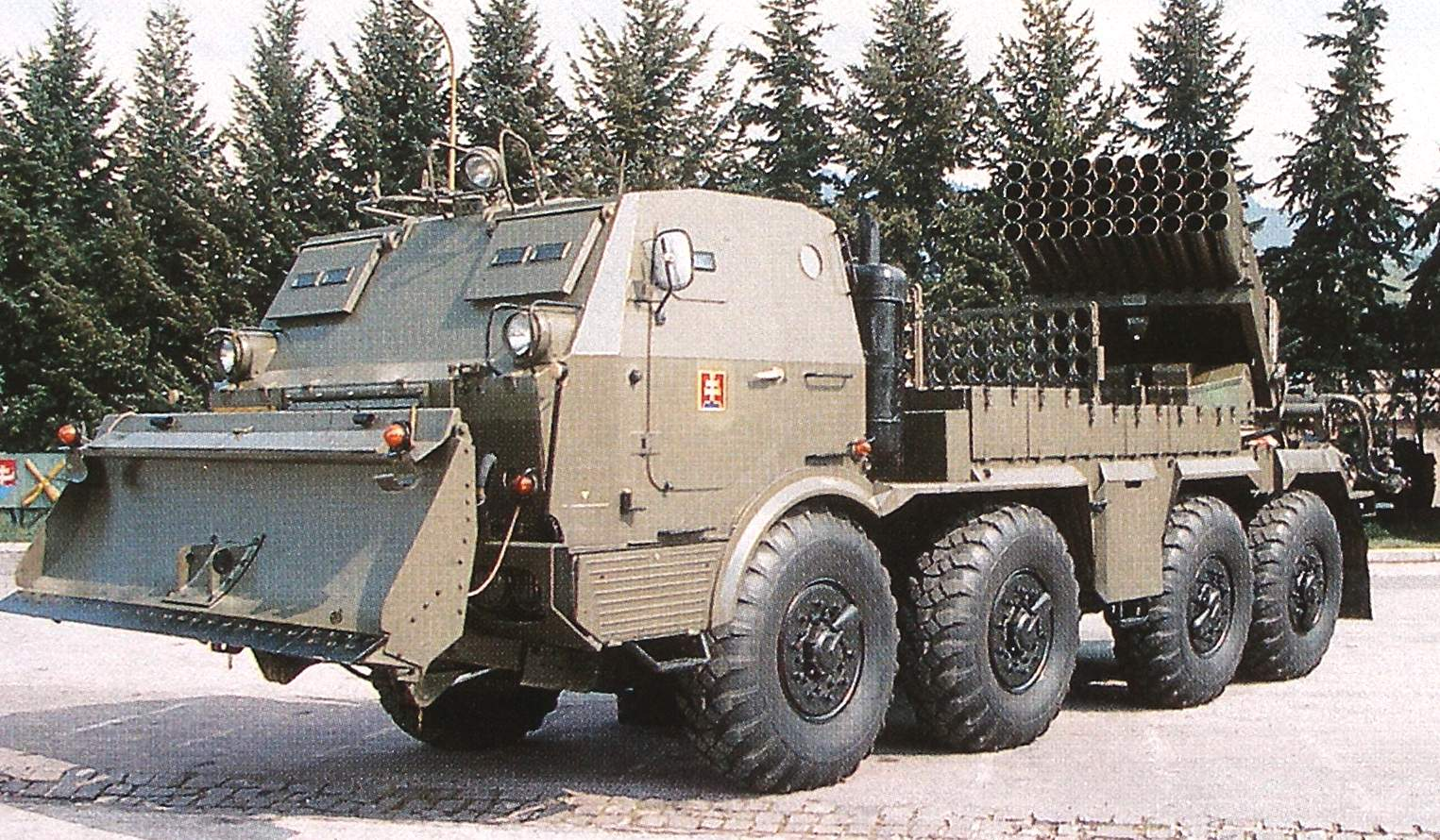
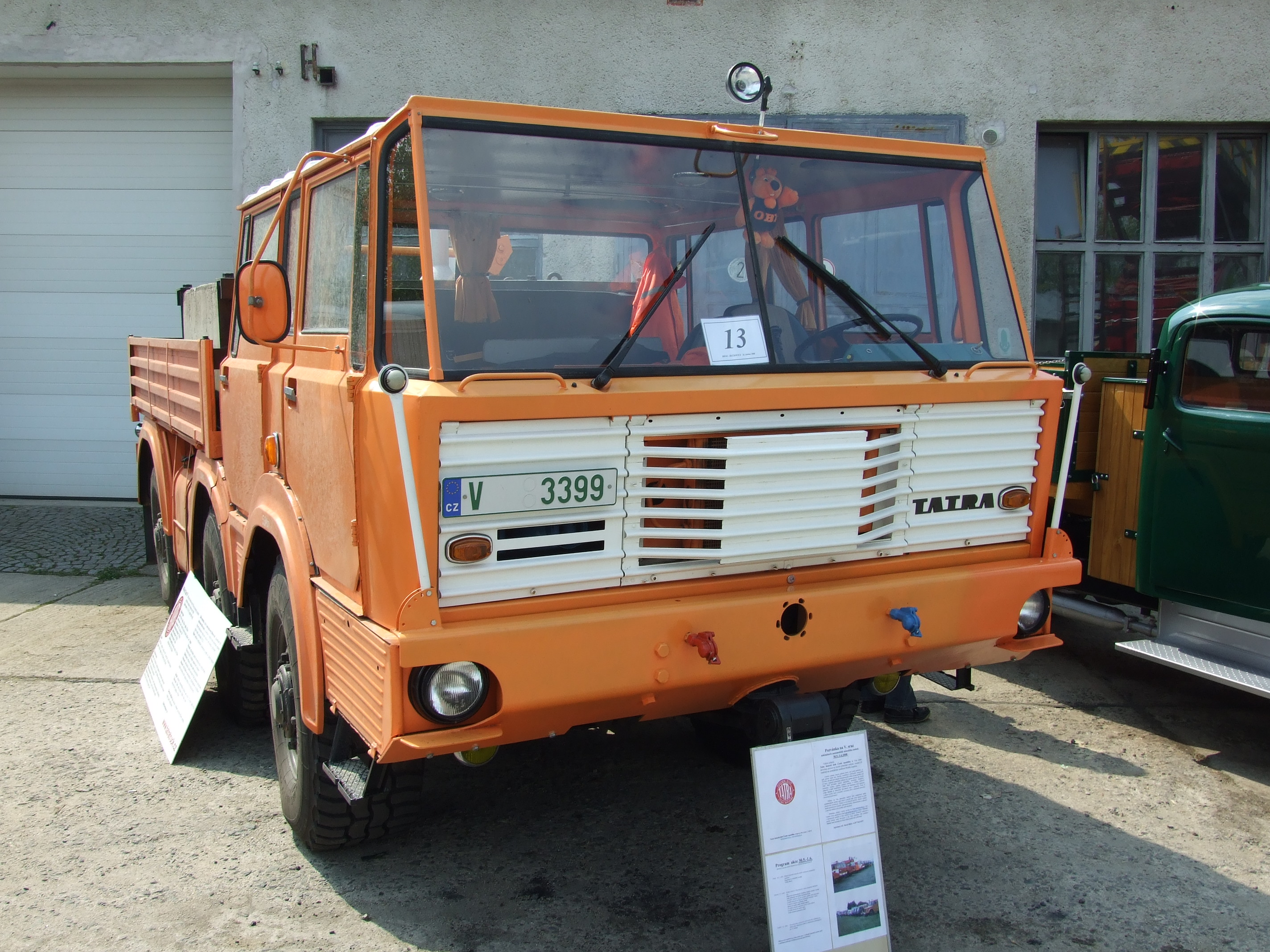